# Melrose (Iowa)
Melrose es una ciudad situada en el condado de Monroe, Estado de Iowa, Estados Unidos. Según el censo de 2000 tenía una población de 130 habitantes.

## Demografía
Según el censo de 2000, había 130 personas, 56 hogares y 38 familias residiendo en la localidad. La densidad de población era de 59,36 hab./km². Había 67 viviendas con una densidad media de 30,4 viviendas/km². El 97,69% de los habitantes eran blancos, el 0,77% asiáticos, el 0,77% de otras razas, y el 0,77% pertenecía a dos o más razas.
Según el censo, de los 56 hogares, en el 21,4% había menores de 18 años, el 51,8% pertenecía a parejas casadas, el 12,5% tenía a una mujer como cabeza de familia, y el 32,1% no eran familias. El 28,6% de los hogares estaba compuesto por un único individuo, y el 10,7% pertenecía a alguien mayor de 65 años viviendo solo. El tamaño promedio de los hogares era de 2,32 personas, y el de las familias de 2,87.
La población estaba distribuida en un 18,5% de habitantes menores de 18 años, un 12,3% entre 18 y 24 años, un 15,4% de 25 a 44, un 34,6% de 45 a 64, y un 19,2% de 65 años o mayores. La media de edad era 47 años. Por cada 100 mujeres había 88,4 hombres. Por cada 100 mujeres de 18 años o más, había 92,7 hombres.
Los ingresos medios por hogar en la localidad eran de 34.583 dólares ($), y los ingresos medios por familia eran 32.917 $. Los hombres tenían unos ingresos medios de 30.417 $ frente a los 25.417 $ para las mujeres. La renta per cápita para la ciudad era de 15.507 $. El 21,1% de la población y el 25,6% de las familias estaban por debajo del umbral de pobreza. El 44.0% de los menores de 18 años vivían por debajo del umbral de la pobreza.

## Geografía
Según la Oficina del Censo de los Estados Unidos, la localidad tiene un área total de 2.19 km², la totalidad de los cuales corresponden a tierra firme.